# Csikia
Csikia là một chi bọ cánh cứng trong họ 
Elateridae.
Chi này được miêu tả khoa học năm 1910 bởi Szombathy.

## Các loài
Các loài trong chi này gồm:
- Csikia catei Schimmel & Platia, 1992
- Csikia dimatoides Szombathy, 1910
- Csikia kadazana Bouwer, 1990
- Csikia kanbaranga Ôhira, 1973
- Csikia manipurensis Schimmel & Platia, 1992
- Csikia rougemonti Schimmel, 1999
- Csikia sausai Schimmel, 1996
- Csikia tenompokensis Ôhira, 1973
- Csikia vespertina Bouwer, 1991